# Grand Prix Nizozemska 1968
Grand Prix Nizozemska 1968 (oficiálně XVI Grote Prijs van Nederland) se jela na okruhu Circuit Zandvoort v Zandvoortu v Nizozemsku dne 23. června 1968. Závod byl pátým v pořadí v sezóně 1968 šampionátu Formule 1.

## Kvalifikace
| Poř. | No. | Jezdec               | Konstruktér   | Čas     | Ztráta |
| ---- | --- | -------------------- | ------------- | ------- | ------ |
| 1    | 9   | Chris Amon           | Ferrari       | 1:23.54 | —      |
| 2    | 6   | Jochen Rindt         | Brabham-Repco | 1:23.70 | +0.16  |
| 3    | 3   | Graham Hill          | Lotus-Ford    | 1:23.84 | +0.30  |
| 4    | 5   | Jack Brabham         | Brabham-Repco | 1:23.90 | +0.36  |
| 5    | 8   | Jackie Stewart       | Matra-Ford    | 1:24.41 | +0.87  |
| 6    | 10  | Jacky Ickx           | Ferrari       | 1:24.42 | +0.88  |
| 7    | 1   | Denny Hulme          | McLaren-Ford  | 1:24.45 | +0.91  |
| 8    | 2   | Bruce McLaren        | McLaren-Ford  | 1:24.58 | +1.04  |
| 9    | 7   | John Surtees         | Honda         | 1:25.22 | +1.68  |
| 10   | 4   | Jackie Oliver        | Lotus-Ford    | 1:25.48 | +1.94  |
| 11   | 15  | Pedro Rodríguez      | BRM           | 1:25.51 | +1.97  |
| 12   | 18  | Dan Gurney           | Brabham-Repco | 1:25.79 | +2.25  |
| 13   | 21  | Jo Siffert           | Lotus-Ford    | 1:25.86 | +2.32  |
| 14   | 20  | Piers Courage        | BRM           | 1:26.07 | +2.53  |
| 15   | 16  | Richard Attwood      | BRM           | 1:26.72 | +3.18  |
| 16   | 17  | Jean-Pierre Beltoise | Matra         | 1:26.76 | +3.22  |
| 17   | 22  | Silvio Moser         | Brabham-Repco | 1:28.29 | +4.75  |
| 18   | 14  | Lucien Bianchi       | Cooper-BRM    | 1:28.31 | +4.77  |
| 19   | 19  | Jo Bonnier           | McLaren-BRM   | 1:28.43 | +4.89  |

## Závod
| Poř.   | No. | Jezdec               | Konstruktér   | Počet kol | Čas/Odstoupení | Pořadí na startu | Body |
| ------ | --- | -------------------- | ------------- | --------- | -------------- | ---------------- | ---- |
| 1      | 8   | Jackie Stewart       | Matra-Ford    | 90        | 2:46:11.2      | 5                | 9    |
| 2      | 17  | Jean-Pierre Beltoise | Matra         | 90        | + 1:33.93      | 16               | 6    |
| 3      | 15  | Pedro Rodríguez      | BRM           | 89        | + 1 kolo       | 11               | 4    |
| 4      | 10  | Jacky Ickx           | Ferrari       | 88        | + 2 kola       | 6                | 3    |
| 5      | 22  | Silvio Moser         | Brabham-Repco | 87        | + 3 kola       | 17               | 2    |
| 6      | 9   | Chris Amon           | Ferrari       | 85        | + 5 kol        | 1                | 1    |
| 7      | 16  | Richard Attwood      | BRM           | 85        | + 5 kol        | 15               |      |
| 8      | 19  | Jo Bonnier           | McLaren-BRM   | 82        | + 8 kol        | 19               |      |
| 9      | 3   | Graham Hill          | Lotus-Ford    | 81        | Nehoda         | 3                |      |
| NC     | 4   | Jackie Oliver        | Lotus-Ford    | 80        | Neklasifikován | 10               |      |
| Ret    | 18  | Dan Gurney           | Brabham-Repco | 63        | Klapka         | 12               |      |
| Ret    | 21  | Jo Siffert           | Lotus-Ford    | 55        | Převodovka     | 13               |      |
| Ret    | 7   | John Surtees         | Honda         | 50        | Alternátor     | 9                |      |
| Ret    | 20  | Piers Courage        | BRM           | 50        | Smyk           | 14               |      |
| Ret    | 6   | Jochen Rindt         | Brabham-Repco | 39        | Zapalování     | 2                |      |
| Ret    | 5   | Jack Brabham         | Brabham-Repco | 22        | Smyk           | 4                |      |
| Ret    | 2   | Bruce McLaren        | McLaren-Ford  | 19        | Nehoda         | 8                |      |
| Ret    | 1   | Denny Hulme          | McLaren-Ford  | 10        | Zapalování     | 7                |      |
| Ret    | 14  | Lucien Bianchi       | Cooper-BRM    | 9         | Nehoda         | 18               |      |
| Zdroj: |     |                      |               |           |                |                  |      |

## Průběžné pořadí po závodě
Pohár jezdců
|        | Pořadí | Jezdec          | Body |
| ------ | ------ | --------------- | ---- |
|        | 1      | Graham Hill     | 24   |
| 11     | 2      | Jackie Stewart  | 12   |
| 2      | 3      | Pedro Rodríguez | 10   |
| 2      | 4      | Denny Hulme     | 10   |
| 2      | 5      | Bruce McLaren   | 9    |
| Zdroj: |        |                 |      |

Pohár konstruktérů
|        | Pořadí | Konstruktér  | Body |
| ------ | ------ | ------------ | ---- |
|        | 1      | Lotus-Ford   | 29   |
|        | 2      | McLaren-Ford | 17   |
|        | 3      | BRM          | 16   |
| 2      | 4      | Matra-Ford   | 15   |
|        | 5      | Ferrari      | 10   |
| Zdroj: |        |              |      |